# JC파트너스
JC파트너스 주식회사(영어: JC Partners)는 서울특별시 강남구 테헤란로 152에 본사를 둔 사모투자 회사이다.

## 역사
2016년 12월에 일본 오릭스그룹의 오릭스프라이빗에쿼티코리아(PE) 대표를 지낸 이종철이 설립하였다.

## 투자
- 에어프레미아: 2021년 투자한 후 AP홀딩스과 소노인터내셔널에 매각하였다.[2]
- MG손해보험[3]
- 황조
- 카카오모빌리티[4]
- 삼부토건[5]
- KES환경개발
- 비엔에이치
- 헬스맥스
- AMT[6]
- KDB생명
- 청호ICT: 2019년 인수한 에이엠티를 통해 지난해 3월 청호ICT 지분 일부를 인수한 이후 제3자 배정 유상증자에 참여하고 추가 자금 조달에도 자금을 대며 지분 25.22%를 확보했다.[7]